# Giải bóng đá vô địch quốc gia Quần đảo Cook 2001
Giải bóng đá vô địch quốc gia Quần đảo Cook 2001 là mùa giải thứ 28 được ghi nhận của giải đấu bóng đá cao nhất ở Quần đảo Cook, với việc không rõ kết quả ở các mùa giải từ 1951 đến 1969, mùa giải 1986 và cả 1988–1990. Tupapa Maraerenga giành chức vô địch đầu tiên được ghi nhận. Avatiu là đội á quân.